# Матяш Валерій Анатолійович
Валерій Анатолійович Матяш (нар. 3 жовтня 1976) — український та російський футболіст, захисник.

## Життєпис
Розпочинав грати в футбол у командах з Макіївки: «Холодній Балці», «Кіровці» та «Шахтарі». У 1996 році переїхав до Росії, деякий час виступав за «Самотлор-XXI». У 1997 році підписав контракт з клубом української вищої ліги «Торпедо» (Запоріжжя), за який провів 4 матчі.
У 1999 році повернувся в Росію. Провів один сезон у підмосковних «Хімках». Пізніше грав в аматорському клубі «Шатура». У 2002-2003 роках виступав у Фінляндії за команди нижчих ліг ЯБК та ГБК.
У 2004 році зіграв 11 матчів у костромському «Спартаку». Завершив свою кар'єру в тобольському «Тоболі».
З 2014 року — дитячий тренер в центрі підготовки резерву ФК «Тюмень». Тренує команду хлопчиків 2009 року народження.
З липня 2017 року — головний тренер ФК «Лідер» (Тюмень).